# دالة دورية

تمثيل لتابع دورة ذو دورة

في الرياضيات، الدالة الدورية (بالإنجليزية: Periodic Function)‏ هي دالة تكرر قيمتها بعد فترة محددة. تكون الدالة (f (x دالة دورية ، دورتها a إذا كانت قيمتها عند x تساوي قيمتها عند x + a. أي إن: (f (x) = f (x + a حيث قيمة a لا تساوي الصفر.
وتسمى أصغر قيمة موجبة للعدد a دورة الدالة، والدوال المثلثية هي مثال عن الدوال الدورية، فدالة الجيب، وجيب التمام، والظل، هي دوال دورية.

## تعريف
{\displaystyle f(x+P)=f(x)\,\!}

## أمثلة
دالة الجيب هي دالة دورية تساوي دورتها 2π بما أن:
{\displaystyle \sin(x+2\pi )=\sin x\,\!}
والأمثلة على الدالة الدورية في الحياة اليومية كثيرة وعندما يتدخل الزمن في الأمر. فدوران الساعة، ومنازل القمر، وحركة القطارات والباصات كلها تتم وفق توابع دورية، حيث تعرف الحركة الدورية بأنها الحركة التي يشغل فيها الجسم المتحرك الموضع ذاته بعد مرور فترة زمنية معينة.

تمثيل لتابعين جيب الزاوية وجيب تمام الزاوية حيث لكلا التابعين دورة مقدارها 2π.